# Metal Magic
Albums de Pantera
Projects in the Jungle
(1984)
Metal Magic est le premier album du groupe Pantera sorti en 1983.
À l'instar des deux albums suivants (Projects in the Jungle et I Am the Night), il se distingue dans la discographie du groupe par son style, axé glam metal / heavy metal (contrairement aux albums groove metal / thrash metal des années 1990-2000), et par la présence du chanteur Terry Glaze.
Tout comme les trois albums suivants, il est produit par Jerry Abbott, le père de Diamond Darrell et Vinnie Paul.

## Pistes
1. « Ride My Rocket » – 4:55
2. « I'll Be Alright » – 3:13
3. « Tell Me If You Want It » – 3:44
4. « Latest Lover » – 2:54
5. « Biggest Part of Me » – 4:49
6. « Metal Magic » – 4:17
7. « Widowmaker » – 3:03
8. « Nothin' on But the Radio » – 3:30
9. « Sad Lover » – 3:27
10. « Rock Out » – 5:45

## Membres du groupe
- Terry Glaze : Chant
- Diamond Darrell : Guitare
- Rex Rocker : Basse
- Vinnie Paul : Batterie